# Campionati del mondo di ciclismo su strada 2002 - Gara in linea maschile Under-23
La gara in linea maschile Under-23 dei Campionati del mondo di ciclismo su strada 2002 è stata corsa l'11 ottobre in Belgio nei dintorni di Heusden-Zolder su un percorso totale di 166,4 km. La medaglia d'oro è stata vinta dall'italiano Francesco Chicchi con il tempo di 3h36'28", alla media di 46,123 km/h, l'argento allo spagnolo Francisco Gutiérrez e a completare il podio lo svizzero David Loosli.
Partenza con 171 ciclisti, dei quali 139 completarono la gara.

## Squadre e corridori partecipanti
| N.    | Cod. | Squadra     |
| ----- | ---- | ----------- |
| 1-5   | UKR  | Ucraina     |
| 6-10  | ITA  | Italia      |
| 11-15 | RUS  | Russia      |
| 16-20 | SWE  | Svezia      |
| 21-25 | AUS  | Australia   |
| 26-30 | BEL  | Belgio      |
| 31-34 | AUT  | Austria     |
| 35-39 | GER  | Germania    |
| 40-44 | USA  | Stati Uniti |
| 45-49 | FRA  | Francia     |
| 50-54 | SLO  | Slovenia    |
| 55-57 | COL  | Colombia    |
| 58-62 | UZB  | Uzbekistan  |
| 63-67 | NED  | Paesi Bassi |
| 68-72 | POR  | Portogallo  |
| 73    | JPN  | Giappone    |
| 74-76 | NOR  | Norvegia    |
| 77    | MEX  | Messico     |
| 78    | FIN  | Finlandia   |
| 79-81 | LTU  | Lituania    |
| 82-84 | LUX  | Lussemburgo |
| 85-86 | SRB  | Serbia      |
| 87-90 | HUN  | Ungheria    |

| N.      | Cod. | Squadra         |
| ------- | ---- | --------------- |
| 91-94   | KAZ  | Kazakistan      |
| 95-98   | LAT  | Lettonia        |
| 99-100  | NZL  | Nuova Zelanda   |
| 101     | LIE  | Liechtenstein   |
| 102     | NAM  | Namibia         |
| 103-107 | DEN  | Danimarca       |
| 108-110 | CAN  | Canada          |
| 111-114 | EST  | Estonia         |
| 115-117 | SVK  | Slovacchia      |
| 118-120 | ESA  | El Salvador     |
| 121-125 | SUI  | Svizzera        |
| 126-129 | CRO  | Croazia         |
| 130     | SMR  | San Marino      |
| 131-133 | VEN  | Venezuela       |
| 134-138 | GBR  | Gran Bretagna   |
| 139-141 | RSA  | Sud Africa      |
| 142-146 | MDA  | Moldavia        |
| 147-150 | POL  | Polonia         |
| 151-155 | ESP  | Spagna          |
| 156-160 | IRL  | Irlanda         |
| 161-164 | CZE  | Repubblica Ceca |
| 165-169 | BLR  | Bielorussia     |
| 170-171 | GRE  | Grecia          |

## Ordine d'arrivo (Top 10)
| Pos. | Corridore           | Squadra    | Tempo    |
| ---- | ------------------- | ---------- | -------- |
| 1    | Francesco Chicchi   | Italia     | 3h36'28" |
| 2    | Francisco Gutiérrez | Spagna     | s.t.     |
| 3    | David Loosli        | Svizzera   | s.t.     |
| 4    | Sergej Lagutin      | Uzbekistan | s.t.     |
| 5    | Geoffroy Lequatre   | Francia    | s.t.     |
| 6    | Grégory Rast        | Svizzera   | s.t.     |
| 7    | Sébastien Chavanel  | Francia    | s.t.     |
| 8    | Jorge Torre         | Portogallo | s.t.     |
| 9    | Philippe Gilbert    | Belgio     | s.t.     |
| 10   | Éric Berthou        | Francia    | s.t.     |